# Spilosoma caeria
Spilosoma caeria är en fjärilsart som beskrevs av Rudolf Püngeler 1906. Spilosoma caeria ingår i släktet Spilosoma och familjen björnspinnare. Inga underarter finns listade i Catalogue of Life.